# Florian Kainz
Florian Kainz (phát âm tiếng Đức: [ˈfloːʁiaːn ˈkaɪ̯nts]; sinh ngày 24 tháng 10 năm 1992) là một cầu thủ bóng đá chuyên nghiệp người Áo thi đấu ở vị trí tiền vệ cho câu lạc bộ 1. FC Köln tại Bundesliga và đội tuyển quốc gia Áo.